# SNCF International
SNCF International est une filiale du groupe SNCF.
En 2011, il est prévu que la filiale soit dissoute pour s'intégrer dans la structure SNCF Conseil. 
Depuis juillet 2012, elle dépend à nouveau de la Direction du Développement International de SNCF sous la direction de son président actuel Diego Diaz. 
La société dépend maintenant de la direction Stratégie Finance.